# Кмети
Кме́ти — термін, що був поширений у слов'янських мовах за часів феодалізму і мав різні значення. У «Повчанні» Володимира Мономаха і «Слові о полку Ігоревім» кметами називали кінних воїнів, дружинників князя. На західноукраїнських землях і в Білорусі XIV⁣ — ⁣XVI століть кметами називали вільних селян (не кріпаків), які сплачували державний податок. Протягом другої половини XVI століття — початку XVII століття вони потрапили в кріпосну залежність і їх стали називати холопами.

## Етимологія
В Україні кмет, кметь або кміть — середньовічний вільний селянин із правом переміщення, як випливає з документів того часу, наприклад за 1377: «А облога ис кожного кмєтя по два гроша широка оу Княжий комору давати на каждиі рок' …» З часом слово вийшло з широкого вжитку, проте залишило по собі значне число похідних слів, що активно використовуються в сучасній українській мові й донині, наприклад: кмітливий («тямущий»); прикмета («характерна риса, ознака»); кметити, кмітити, кмітувати («розмірковувати»); кумекати («розуміти, тямити»); кметиня, кметиця, кметя («добра господиня») і так далі.
Спочатку мало значення «знатний воїн», в якому і згадується в Лаврентіївському літописі під 1075 роком: «У се ж лѣто придоша послѣ з немець кь Святославу. Святослав же, величашеся, показу имъ богатьство своє. Вони ж, видивьше бесщисленое мнозтво злата, і сребра і паволок, рѣша: Се ни в що жиє, ось бо лежить мертве. Сего суть Кметя лучьше. Мужи бо доищуться і болше сего …» У «Слові о полку Ігоревім» великий князь Всеволод так називає своїх воїнів: А мои ти куряни — свѣдоми къмети: подъ трубами повити, подъ шеломы.
У Західній Україні досі поширене прізвище «Кметь», як похідне від цього соціального стану.

## Вживання слова «кмети» в інших країнах

### Болгарія
У сучасній Болгарії кмет — назва керівної посади, війта громади, міста, міського району, кметства або села. Кметів обирають на багатопартійних виборах. Кметство — адміністративно-територіальна одиниця, очолювана кметем.

### Боснія і Герцеговина
В Боснії кметя називали селян, що сиділи на чужій землі й жили в хаті, яка була власністю господаря землі, тобто, орендарі. Часто вони для польових робіт користувались і волами господарськими. Кмет, що працював в полі на хазяйських волах, віддавав власнику землі й волів половину врожаю, а якщо воли були свої — одну третину. Господар міг повсякчас прогнати кметя зі своєї землі й зі свого будинку і забрати весь урожай. Кмет також мав право піти у будь-який час, але це було йому невигідно: інший землевласник міг його і не прийняти.

### Угорщина
Кметь або кміть (збірна форма — кмітство) в угорських русинів називались селяни, які жили на власницьких землях на праві довгострокової оренди, причому ця земельна ділянка переходила у спадок (зазвичай, до молодшого сина).

### Росія
У Росії досить поширене прізвище Кметь, в 14-16 століттях кметями іменувалися вільні селяни.

### Сербія
В Сербії кметами називалися найшанованіші й найповажніші з селян, які вважалися старійшинами внаслідок особистих якостей і заслуг. Кмети укладали договори від імені громади, входили в зносини з турками. Вони ж, на запрошення односельців, були й найпершими суддями в дрібних спорах, наприклад при сімейних розділах, у випадках потрави  і т. п. З часу князя Милоша Обреновича кмети стали призначатися урядом, по троє на кожну громаду, причому один із них вважався старшим. Вони збирались у громадському будинку та проводили суд і розправу серед селян у незначних справах, збирали податі, оголошували селянам волю вищої влади, стежили за її виконанням, мали право карати винних — зокрема, волоцюг піддавати тілесним покаранням (до 10 ударів) та призначати їх на державні або громадські роботи.